# StarCraft
StarCraft (от англ. star craft — буквально «звёздное ремесло»; иногда переводится как «звёздное искусство») — компьютерная игра в жанре стратегии в реальном времени, разработанная и выпущенная компанией Blizzard Entertainment в 1998 году. 30 ноября того же года было выпущено дополнение — «StarCraft: Brood War», добавившее в игру новых игровых юнитов и продолжившее сюжет оригинала. В 2000 году игра была портирована на игровую приставку «Nintendo 64» — порт включал в себя как оригинальную игру, так и дополнение «Brood War» (для его активации требовался аксессуар Expansion Pak, который устанавливался в консоль вместо Jumper Pak, расширяя оперативную память приставки «Nintendo 64»). В 2010 году вышла первая часть сиквела-трилогии StarCraft II: Wings of Liberty, в 2013 году — вторая, StarCraft II: Heart of the Swarm, в 2015 году — третья, StarCraft II: Legacy of the Void, в 2016 году вышло DLC StarCraft II: Nova Covert Ops.
В России игра издана компанией Soft Club, но не была официально локализована.
25 марта 2017 года состоялся официальный анонс переиздания игры под названием StarCraft: Remastered.

## Общие сведения
StarCraft имеет сходства с предыдущей игрой компании Blizzard Entertainment, Warcraft II, как в названии игры, так и в геймплее.
Стороны конфликта представлены тремя игровыми расами: терранами, протоссами и зергами. Одним из важнейших новшеств игры является различие между воюющими сторонами при соблюдении баланса сил. StarCraft — одна из первых стратегий в реальном времени, в которой каждая сторона отличается не только внешним видом, но и характеристиками своих представителей, а также общей стратегией боя. Протоссы располагают мощными, но дорогостоящими воинами и техникой, а зерги превосходят противника за счёт численности и скорости. При прочих равных условиях ни у одной расы нет весомого преимущества перед другой. К таким условиям можно отнести количество и расположение ресурсов в непосредственной близости к первой базе, оборонительные условия местности, расположение по отношению к другим игрокам.
В режиме многопользовательской игры можно играть по локальной сети (LAN), модему или подключившись к бесплатному официальному игровому серверу Blizzard Entertainment под названием Battle.net. Также есть возможность сражений с компьютерным оппонентом. Условия игры можно подобрать в соответствии со своим опытом. Игроки, при необходимости, могут отредактировать карты в редакторе StarEdit, чтобы дать себе или компьютеру преимущество. Через несколько лет после выхода игры Blizzard выпустила также несколько карт повышенной сложности. Со временем патчи также усовершенствовали интеллект компьютерного оппонента.

## Игровой процесс

### Карта
Процесс отдельной игры разворачивается на карте, размеры которой могут значительно варьироваться для разных миссий (минимальный размер: 64×64), на которой могут присутствовать земля, в том числе с перепадами высот, непроходимые скалы, водные преграды и участки свободного космического пространства. По земле могут перемещаться наземные юниты, и на ней могут строиться здания. На начало игры карта скрыта туманом войны; разведанная местность после ухода юнитов остаётся видимой, но на ней не видны происходящие впоследствии перемещения и постройки. Преодолевать водные преграды и космическое пространство могут только летающие юниты, в том числе и транспортные, перевозящие наземных. Большинство наземных юнитов у зергов могут прятаться под поверхностью земли, при этом они не мешают движению других наземных юнитов. Некоторые здания у терранов могут взлетать и перемещаться на новое место, но в ходе перемещения не могут функционировать. Деятельность игроков в ходе игры заключается в добыче ресурсов, возведении зданий, строительстве юнитов и ведении боевых действий против юнитов и зданий противников; в кампаниях может требоваться также выполнение отдельно сформулированных заданий.

### Экономика и сражения
В игре имеется два типа добываемых ресурсов: минералы и газ веспен. Минералы представляют собой скопления голубоватых кристаллов и добываются непосредственно из месторождений, а для добычи газа необходимо построить над источником специальное здание. После того, как источник иссякает, игрок может неограниченно долго собирать остатки газа; но скорость выработки падает в 4 раза. При этом месторождения минералов вырабатываются полностью. Ресурсы добываются специальными юнитами. Чем технологически сложнее единица или здание, тем больше требуется минералов и газа для его производства.
Кроме того, существует параметр, ограничивающий допустимое количество боевых единиц на поле боя. У разных рас он называется по-разному («снабжение» у терранов, «контроль» у зергов и «пси-энергия» у протоссов). Зерги уникальны сразу в двух отношениях: во-первых, за «контроль» ответственны не здания, а подвижные юниты-«надзиратели»; во-вторых, только у зергов есть подразделения, которые требуют меньше одной единицы контроля (зерглинги и «слепни» создаются сразу по два экземпляра, расходуя одну единицу). Действует также общее ограничение: нельзя иметь более 200 единиц снабжения/контроля/пси. Эти ограничения не суммируются, то есть можно располагать 200 единицами снабжения и 200 единицами контроля одновременно в случае управления силами двух рас.
У юнитов имеется три параметра:
- очки жизни (англ. hit points) обязательные для всех;
- очки энергии (англ. energy points) отсчитывающие особые умения и эффекты у отдельных юнитов;
- очки силового поля (англ. shield points) у протоссов.

При атаке на юнит у него убывают очки жизни; юнит уничтожается, когда его очки жизни падают до нуля. У терранов восстановлением зданий и техники занимаются ресурсодобывающие модули КСМ, восстановлением здоровья пехоты — «медики». У протоссов получаемые повреждения сначала вычитаются из очков силового поля, пока те не падают до нуля, после чего повреждения начинают вычитаться из очков жизни. Очки энергии и очки силового поля протоссов постоянно восстанавливаются, очки жизни — нет. У зергов очки жизни самовосстанавливаются. «Осквернитель» зергов и уникальный юнит «Заражённая Керриган» имеют уникальную способность «Поглощение» — уничтожение любого юнита зергов, кроме личинки, с мгновенным восстановлением 50 очков энергии. Ни один другой игровой юнит столь быстро восстанавливаться не может.
Единицы делятся на наземные и воздушные. Некоторые единицы не могут атаковать какую-либо из групп (например, огнемётчик не может атаковать воздушные единицы), а у некоторых — атака наземных и летающих целей производится разными типами вооружения. Ракетная турель терранов может атаковать только летающие цели, а летающий «страж» зергов атакует только наземные цели. В «StarCraft: Brood War» у всех рас появляются летающие единицы, атакующие только летающие цели (истребители).

### StarEdit

Редактор «StarCraft Campaign Editor»

Игра поставляется вместе с редактором кампаний StarCraft (StarCraft Campaign Editor; также известным, как StarEdit). Система триггеров редактора позволяет пользователям полностью изменять карты и создавать свои собственные сценарии карт. StarCraft-сообщество создало новые редакторы и функциональные возможности, которые позволяют даже ещё серьёзней изменить игру. Компания Microstar продавала CD с новыми уровнями, созданными при помощи StarEdit, но была вынуждена прекратить это после того, как «Blizzard» выиграла дело в суде по иску, поданному против этих продаж.
Сценарии, обычно, бывают двух типов: сражения («melee» или «free for all»), или «игры с использованием установок карты» («use map settings», «[UMS] games»). Существовал ряд оригинальных карт с использованием этого режима, в том числе футбол, гонки, охота, и т. д. В сражениях все игроки начинают игру в случайном местоположении только с основным для них базовым строением (командным центром, инкубатором или нексусом) и четырьмя добывающими юнитами.
«Игры с использованием установок карты» менее структурированы и часто включают свободное использование специализированных триггеров для того, чтобы разнообразить игровой процесс. Появились сценарии, основанные на «жанрах», включающие такие как оборонительные («defense maps»), дипломатические («StarCraft diplomacy»), ролевые (RPG) и «рубилово» («maddness»). «Кампании» для одиночного прохождения («single-player campaigns»), длинные сценарии, проигрываемые на нескольких картах, которые были созданы с помощью StarEdit, получили широкое распространение.
Игровым сообществом также были выпущены собственные редакторы карт (StarCraft X-tra Editor, StarForge и SCMDraft), которые позволяют создавать объекты, которые официальный редактор создать не способен, например, «соединять» несколько полей минералов и зданий друг с другом, изменять цвета игроков, использовать скрытые AI-скрипты, препятствовать другим пользователям извлекать из карт ресурсы (музыку и т. п.), проигрывать безразмерные звуковые файлы прямо с диска StarCraft, изменять цвет текста и сжимать карты, созданные в этих редакторах. К наиболее расширенным областям применения таких редакторов можно отнести возможность создания пользователями новых спрайтов, спрайтов для юнитов и запрещённых юнитов. Некоторые дополнительные карты и кампании, включая StarCraft: Insurrection и StarCraft: Retribution, выпускались сторонними разработчиками для коммерческого распространения.

## Игровой мир

### Расы
- Терраны — люди, потомки землян, сосланных в качестве преступников колонизировать новые планеты и попавших в сектор Копрулу из-за сбоя навигационных систем их кораблей. Терраны быстро колонизировали планеты, на которые попали, и заселили несколько других миров[4]. В ходе междоусобных войн терраны сильно развились в военном плане, делая основную ставку на уничтожение противника на расстоянии. Пехота терранов облачена в тяжёлые скафандры, защищающие её от пуль, снарядов, радиации, а также биологического и химического оружия. Наземная техника представлена осадными танками, способными превращаться в неподвижные артиллерийские орудия, шагающими аппаратами поддержки пехоты («голиафы») и скоростными байками-антигравами («стервятники»). Кроме того, терраны обладают несколькими уникальными технологиями — тактическими и стратегическими ядерными ракетами, элитными отрядами солдат-псиоников в маскировочных костюмах («призраки») и ударной волной ЭМИ, способной мгновенно лишить противника энергии и силового поля. Поскольку в новых условиях мобильность стала залогом выживания, многие терранские здания способны к медленному перемещению по воздуху. Все здания и механические юниты терранов ремонтопригодны (если не успеть отремонтировать здание, получившее повреждения более чем на две трети, оно сгорит; на проведение ремонта тратится некоторое количество ресурсов).
- Про́тоссы — раса, обладающая природными пси-способностями, и некогда сильно развитая древней расой зел-нага в ходе эксперимента. В прошлом протоссы пережили эпоху Раздора — длительную гражданскую войну, сильно отбросившую их в развитии и вместе с этим определившую их современные традиции и культуру[5]. Общество протоссов разделено на кланы и касты и довольно традиционно[6]. Протоссы обладают самыми развитыми технологиями по сравнению с зергами и терранами; их рода войск мощнее, чем аналогичные у других рас, но вместе с тем их армии немногочисленны. Все здания и войска призываются из родного мира протоссов через врата искривления и должны находиться в поддерживающем поле пилонов, аккумулирующих пси-энергию (при уничтожении пилонов здания перестают функционировать вплоть до постройки нового пилона поблизости).
- Зе́рги — раса, созданная из различных видов насекомых древней расой зел-нага после того, как те не удовлетворились результатами эксперимента с протоссами. Техника у зергов отсутствует вовсе, но чрезвычайно развиты биотехнологии — живыми организмами являются все «здания» и «механизмы». Большая часть расы не обладает разумом, оставаясь на уровне животных, разумными является относительно небольшой ряд особей, которые управляют всей совокупностью зергов — роем, состоящим из стай. Общее управление роем осуществляет Сверхразум зергов через представителей следующей ступени иерархии — церебралов, каждый из которых управляет конкретной стаей. Церебралам помогают управлять стаей подчиненные им, но тоже разумные «надзиратели» и «королевы»[7]. Отряды зергов в основном ориентированы на ближний бой. По отдельности они слабы и поэтому зерги предрасположены атаковать большими группами. Живые постройки этой расы можно создавать только на специальной биологической материи — «слизи», распространяющейся вокруг инкубаторов и колоний. Для выращивания инкубаторов и экстракторов по переработке газа «слизь» не обязательна. В отличие от инфраструктур протоссов, для функционирования которых необходимы пилоны, здания зергов продолжают функционировать, даже если «слизь» вокруг них исчезает. Все юниты и постройки зергов имеют способность к постепенной регенерации после получения нелетальных повреждений. «Королевы» зергов способны заразить повреждённые командные центры терранов, что даёт возможность производить в них заражённых терранов-пехотинцев, способных подрывать собой врагов.

После выхода StarCraft зерги стали одной из наиболее известных рас в компьютерных играх. Журнал PC Gamer UK назвал зергов «лучшей расой в истории стратегий».

## Сюжет
Научно-фантастическая сюжетная линия игры основывается на противоборстве и сотрудничестве трёх рас — терранов, зергов и протоссов. Каждой расе в игре отведена отдельная кампания.

### Эпизод I («Призыв к мятежу»)

Комната брифинга терранов

Действие игры начинается в 2499 году в секторе Копрулу, когда терраны сталкиваются с неизвестными доселе враждебными существами — зергами. При этом Конфедерация, доминирующее в секторе государство терранов, отказывает в помощи мирным жителям одной из своих планет, Мар-Сары, эвакуируя лишь войска. Тогда инициативу по защите планеты берет в свои руки её новоназначенный магистрат (в его роли выступает игрок) и местный шериф Джеймс Рейнор. После того, как они уничтожают заражённый зергами терранский командный центр, правительство объявляет Рейнора изменником и арестовывает. На свободу Джима выпускает повстанческая организация «Сыны Корхала» под предводительством Арктура Менгска, целью которой является свержение тирании Конфедерации. К «Сынам Корхала» присоединяется также магистрат и генерал Эдмунд Дюк, командующий корпусом Конфедерации «Альфа».
Начинается Первая Галактическая война. В ходе последовавших вооружённых столкновений обнаруживается, что зергов на терранские планеты привлёк пси-излучатель — особое устройство, которое агенты Конфедерации использовали, чтобы заманить зергов на неугодные режиму колонии. Затем основные силы Конфедерации должны были вступить в бой с «неизвестным врагом» и «освободить» поражённые миры. Однако дело приняло неожиданный оборот, когда в бой вступила третья сторона — протоссы. Их флот, оснащённый технологиями, далеко превосходящими терранские, следовал к заражённым зергами колониям терранов и подвергал их массированной орбитальной бомбардировке, уничтожая там всё живое, чтобы остановить наступление Роя.
«Сыны Корхала» находят чертежи для производства пси-излучателей, и устанавливают несколько экземпляров на густонаселённых планетах Конфедерации, включая её столицу, Тарсонис. В результате основные силы и миры Конфедерации были сокрушены нескончаемыми атаками привлечённых пси-излучателями зергов, а оставшиеся терранские поселения перешли под контроль «Сынов Корхала», выступивших в роли защитников человечества от инопланетной угрозы, и основавших на обломках Конфедерации новый государственный строй — Доминион.
Все это время командующий флотом протоссов тамплиер-вершитель Тассадар, следуя приказу своего правительства, Конклава, выжигал зараженные зергами планеты одну за другой. Однако во время битвы за Тарсонис он попытался спасти людей, высадив десантную группу на космическую платформу «Новый Геттисберг», на которой располагался главный Улей зергов, с целью уничтожить его и не дать зергам полностью разрушить Тарсонис.
Это шло вразрез с планами Менгска, который желал полного уничтожения всего, что стояло на его пути к власти («Меня никто не остановит: ни вы, ни конфедераты, ни протоссы — никто! Я буду править этим сектором или сожгу его дотла!»). Он послал на ту же платформу Сару Керриган — свою ближайшую помощницу, с приказом помешать силам протоссов уничтожить зергов.
Посланный Тассадаром десант отступил, чем воспользовались зерги, атаковавшие позиции терранов с тыла. Ударная группа Керриган была уничтожена после того, как Менгск проигнорировал её просьбу об эвакуации. Взбешённые этим гнусным предательством, Джим Рейнор и бывший магистрат Мар-Сары разорвали союз с Менгском и бежали с Тарсониса.

### Эпизод II («Сверхразум»)
Однако Керриган не погибла, а была захвачена зергами и помещена в хризалиду для последующего превращения в агента Сверхразума зергов, которого заинтересовали её выдающиеся пси-способности. Новый церебрал зергов (в его роли выступает игрок) обеспечил перемещение хризалиды с Тарсониса на контролируемую зергами планету Чар. Псионные эманации Керриган из хризалиды привлекли на планету Джима Рейнора и протосса Тассадара. Император Доминиона терранов Арктур Менгск послал на Чар в погоню за Рейнором Эдмунда Дюка во главе корпуса «Альфа», но силы генерала были разбиты зергами. Рейнора победила сама Керриган в своей новой ипостаси Королевы Клинков, но сохранила ему жизнь, не видя в нём угрозы.
Протоссы тем временем нашли средство, способное убивать церебралов окончательно (обычно уничтоженного церебрала тут же реинкарнировал Сверхразум), тем самым делая подчиненные им стаи неуправляемыми: изгнанные в незапамятные времена собратья протоссов, тёмные тамплиеры (или неразимы), оказались способны разорвать связь между Сверхразумом зергов и его подчиненными. Однако, убивая церебрала Зашжа, прелат тёмных тамплиеров Зератул случайно вошёл в кратковременный ментальный контакт со Сверхразумом, который благодаря этому узнал местонахождение родной планеты протоссов, Айура и направил туда Рой. В последовавшем эпическом сражении высшее руководство протоссов, Конклав, потерпело сокрушительное поражение, и большая часть протоссов была уничтожена. Сверхразум переместился на Айур, готовясь сделать расу протоссов частью Роя.

### Эпизод III («Падение»)
Тассадар, вышедший на связь с Айуром, предложил сородичам новую тактику против зергов — убивать непосредственно церебралов. Претор Феникс сумел пробиться в тыл к одному из церебралов и уничтожить его, но Сверхразум тут же восстановил своего слугу. Конклав признал тактику Тассадара ошибочной, а его самого — еретиком и отступником. В последующих боях погиб Феникс, но был впоследствии возвращен к жизни в качестве киборга-«драгуна».
Конклав приказал Вершителю (в его роли выступает игрок) арестовать Тассадара, тот отправился на Чар и обнаружил там ещё и Джима Рейнора. Тассадар уговорил нового Вершителя не арестовывать его и предложил вызволить из разрушенной лаборатории терранов Зератула, заявив, что только энергия тёмных тамплиеров способна уничтожить Сверхразум. Когда союзники вернулись на Айур, судья Алдарис велел казнить Тассадара и всех тёмных тамплиеров, и им пришлось защищаться. Едва не случилась гражданская война, но Тассадар, не желая бессмысленной гибели сородичей, добровольно сдался Алдарису, прекратив сражение. Зератул предпочел скрыться, а Феникс, Вершитель и Рейнор решили освободить Тассадара из тюрьмы (да к тому же Рейнор был в долгу перед Тассадаром за то, что он заступился за его ребят на планете Чар).
В итоге освобожденный Тассадар, вернувшийся Зератул и внявший уговорам союзников Алдарис всё-таки решили объединить усилия против общего врага. Объединённые силы протоссов и бойцов Рейнора уничтожили несколько церебралов Сверхразума, затем и сам Сверхразум был атакован и сильно ослаблен. Чтобы убить его, Тассадар направил на Сверхразум свой флагман-авианосец «Гантритор», пропустив сквозь себя всю мощь светлой и тёмной псионной энергии тамплиера. Погибнув сам, он уничтожил Сверхразум.
С уничтожением Сверхразума, стаи зергов были сломлены и дезорганизованы, однако эта победа далась дорогой ценой — прежде величественный Айур теперь лежал в руинах и тем, кто выжил в финальном сражении, оставалось лишь гадать, какое будущее ожидало протоссов. Тем же временем на Чаре, Керриган, ныне известная как Королева Клинков, ждала, когда наступит её время.

### Скрытые миссии
Изначально разработчиками фирмы «Blizzard» были созданы двенадцать миссий первой кампании, две из которых были извлечены из финальной версии игры, вместе с демоверсией учебной миссии за зергов. Первая миссия за протоссов же была сильно переработана. Все эти миссии в инактивированном виде присутствовали на первом издании CD с игрой.

## Разработка и выпуск
Изначально игра разрабатывалась для ОС Microsoft Windows, позднее появились версии для ОС «Mac OS» и игровой приставки Nintendo 64. Windows-версия корректно работает под Wine в Linux. Также для Linux существует модификация «Stargus», которая позволяет играть в StarCraft с помощью движка Stratagus. В игре реализована возможность многопользовательской игры на официальном игровом интернет-сервере battle.net. С игрой поставляется полноценный редактор карт StarEdit.
В патчах игры программисты Blizzard не только исправляли ошибки и вносили коррективы в баланс сил, но и добавляли новые игровые возможности. С версии 1.08 стала возможна запись процесса игры (англ. game recording). В патче 1.15 реализована поддержка игр с пользовательской графикой и статистика (англ. StarCraft leagues) на сервере battle.net. Со времени выхода игры в 1998 году было выпущено семнадцать патчей (последний — в 2017 году).
С выходом обновления 1.18 в 2017 году игра стала бесплатной.
По словам Пола Сэмса, директора по производственным вопросам компании Blizzard, к 2009 году со времени выпуска игры было продано около 11 миллионов её копий.

### Сопутствующие товары
В дополнение к многочисленным литературным творениям фанатов, действие в которых разворачивается во вселенной StarCraft, было официально выпущено несколько бумажных и электронных книг. Ряд книг был издан и в России, в их числе — «StarCraft: Крестовый поход Либерти» Джеффа Грабба.
В Южной Корее были выпущены различные сувениры с символикой StarCraft, включая напитки, картофельные чипсы, наклейки и телефонные карточки.
Blizzard Entertainment разместила в журнале Amazing Stories две коротких истории, озаглавленных «StarCraft: Hybrid» и «StarCraft: Revelations». Также «Blizzard» лицензировала «Wizards of the Coast» для того, чтобы выпустить «StarCraft Adventures», дополнение к ролевой игре «Alternity», действие которой разворачивается во вселенной StarCraft. Были выпущены даже комиксы манга и фигурки персонажей из вселенной StarCraft. Также был выпущен CD c двумя саундтреками к игре и 11 произведениями корейских музыкантов. На сегодняшний день также существует настольная игра StarCraft, названная StarCraft: The Board Game.

## Оценки и мнения
| Сводный рейтинг              | Сводный рейтинг            |
| Агрегатор                    | Оценка                     |
| ---------------------------- | -------------------------- |
| GameRankings                 | 92,85 % (PC) 77,12 % (N64) |
| Metacritic                   | PC: 88/100                 |
| Иноязычные издания           |                            |
| Издание                      | Оценка                     |
| CGW                          | 5/5                        |
| GameSpot                     | 9,1/10                     |
| PC Gamer (US)                | 92%                        |
| Gameweek                     | А+                         |
| Mac 3D Total Action          | 5/5                        |
| Computer games Strategy Plus | 4,5/5                      |
| Online Game Review           | 9,4/10                     |
| Gamecenter                   | 5/5                        |
| USA Today                    | 4/4                        |
| Русскоязычные издания        |                            |
| Издание                      | Оценка                     |
| «Игромания»                  | [ 23 ]                     |

Игра StarCraft была также признана самой продаваемой компьютерной игрой 1998 года и получила премию AAGAD (Academy of adventure gaming arts and design) в номинации «Лучшая стратегическая компьютерная игра 1998 года».
Наиболее популярной игра стала в Южной Корее (см. StarCraft в Южной Корее), где проводятся профессиональные соревнования по StarCraft, такие как OnGameNet StarLeague и MBCGame StarLeague, существуют обучающие группы, появились профессиональные игроки (госу-геймеры) и команды, ведутся телевизионные трансляции чемпионатов.
Игра вошла в сотню лучших игр всех времён (англ. top 100 games of all time) по версии сайта IGN.
Э. Роллингз и Д. Моррис считают, что расы в игре имеют подсмыслы в идеях Фрейда: терраны символизируют собой «я», протоссы — «сверх-я», а зерги — «оно».

### Награды[29]
- Величайшая игра всех времен — GameSpot
- Самая продаваемая игра для ПК, 1998 г. — PC Data
- Игра года — Academy of Interactive Arts and Sciences (AIAS
- Игра года — Computer Gaming World
- Игра года — European Consumer Trade Show Industry Award
- Игра года — PC Powerplay
- Игра года — Gamesmania
- Лучшая игра года — PCFan
- Выбор игроков: игра года (Тайвань) — PC Gamer (Китай)
- Зал славы — Gamespy
- Игра года в жанре стратегии — Computer Games Strategy Plus
- Игра года в жанре стратегии — Academy of Interactive Arts and Sciences (AIAS
- Игра года в жанре стратегии в реальном времени — PC Gamer
- Игра года в жанре стратегии — Gamespot
- Игра года в жанре стратегии — Games Domain
- Игра года в жанре стратегии — Gamesmania
- Лучшая игра в жанре стратегии в реальном времени (выбор редакции) — Gamezilla
- Лучшая игра в жанре стратегии в реальном времени (выбор читателей) — Gamezilla
- Лучшая игра в жанре стратегии в реальном времени (выбор читателей) — Gamecenter
- Лучшая игра в жанре стратегии в реальном времени (выбор читателей) — Duelist Magazine
- Лучшая игра в жанре стратегии в реальном времени — PCFan
- Многопользовательская игра года — 1999 Milia Awards
- Многопользовательская игра года — Gamecenter
- Многопользовательская игра года — The Gamers Net
- Лучшая многопользовательская игра — PCFan
- Лучшая из новых многопользовательских онлайновых игр — 1999 Codie Awards
- Лучшая онлайновая многопользовательская игра (редакционная премия) — HotGames.com
- Лучшая онлайновая игра (выбор читателей) — Duelist Magazine
- Специальная премия: «Лучший сюжет» — Gamespot
- Специальная премия: «Лучшая многопользовательская игра» — Gamespot
- Лучшее использование звука в компьютерной игре (выбор читателей) — HotGames.com
- 1-е место в списке 50 лучших игр (по оценкам читателей) — PC Gamer
- Премия Best Depth — PC Accelerator

## Наследие
После выпуска StarCraft, наряду с дополнением Brood War, быстро обрёл популярность в Южной Корее, где стал популярной киберспортивной дисциплиной. Матчи по этим играм транслируют три киберспортивных телевизионных канала, а местные прогеймеры являются медиазнаменитостями. Это позволило знаменитому игроку Лим Ё Хвану, более известному под псевдонимом «SlayerS_`BoxeR`», стать обладателем фан-клуба, в который входили более 600 тысяч человек. Некоторые из игроков благодаря победам в турнирах смогли подписать телевизионные и спонсорские контракты. Профессиональный игрок за расу терраны Ли Юн Ёль, известный как «Red_NaDa», сообщил о том, что в 2005 году его доходы составили 200 000 $. Профессиональные игроки (геймеры) при подготовке к профессиональным турнирам ежедневно тренируются по несколько часов, оттачивая свои приёмы и тактики. В апреле 2009 года для облегчения межуниверситетских соревнований в США была сформирована лига «Collegiate Star League».
31 марта 2018 года «Blizzard Entertainment» опубликовал короткометражный документальный фильм «StarCraft — это жизнь: празднование 20-й годовщины» (англ. StarCraft Is Life: A 20th Anniversary Celebration) с интервью некоторых профессиональных игроков игры, посвящённый 20-летию игры «StarCraft».

### Другие игры из вселенной
StarCraft: BroodWar — официальное дополнение к StarCraft, выпущенное в ноябре 1998 года. Основными нововведениями стали три новых кампании за каждую расу, новые юниты и несколько новых ландшафтов для карт.
StarCraft II — продолжение игры StarCraft, анонсированное через 9 лет после её выпуска, 19 мая 2007 года на фестивале «Blizzard Worldwide Invitational», проводившемся в городе Сеул Южной Кореи. Игра состоит из трёх частей: Wings of Liberty, Heart of the Swarm и Legacy of the Void. Первая часть (Wings of Liberty, содержащая кампанию терранов) поступила в продажу 27 июля 2010 года, вторая (кампания зергов Heart of the Swarm) — 12 марта 2013 года, третья (кампания протоссов Legacy of the Void) — 10 ноября 2015 года.
15 августа 2017 года вышло анонсированное в марте переиздание StarCraft: Remastered. Обновлённая игра содержит отрисованные заново юниты, портреты и текстуры и поддерживает разрешение до 4k. В отличие от оригинала, игра переведена на 13 языков, в том числе на русский. Произведён ремастеринг музыкальных треков. Однако кинематографические вставки не подверглись какому-либо изменению. Облик некоторых персонажей подвергся реткону, чтобы соответствовать таковому в StarCraft II.